# 阿尔维约
阿尔维约（法語：Arvieu，法語發音：[aʁvjø]）是法国阿韦龙省的一个市镇，属于罗德兹区。

## 地理
阿尔维约（44°11'26"N, 2°39'41"E）面积46.91 平方千米，位于法国奧克西塔尼大區阿韦龙省，该省份为法国南部内陆省份，位于法國中央高原南部，北起顺时针与康塔爾省、洛泽尔省、加尔省、埃罗省、塔恩省、塔恩-加龙省和洛特省接壤。
与阿尔维约接壤的市镇（或旧市镇、城区）包括：阿尔朗斯、奥里阿克拉加斯、卡内德萨拉尔、萨勒屈朗、萨尔米耶什、特雷穆耶。

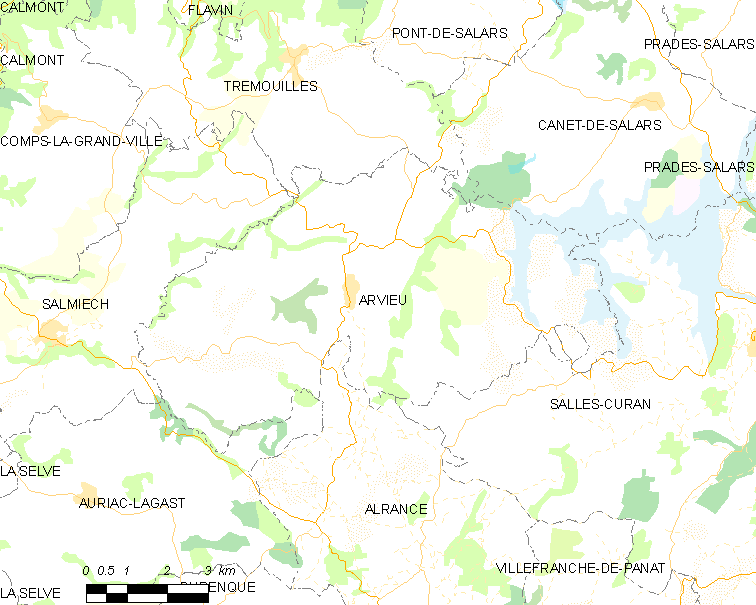
阿尔维约的OSM定位图

阿尔维约的时区为UTC+01:00、UTC+02:00（夏令时）。

## 行政
阿尔维约的邮政编码为12120，INSEE市镇编码为12011。

## 政治
阿尔维约所属的省级选区为雷基斯塔奈山县。

## 人口

1962-2008年间阿尔维约人口变化图示

阿尔维约于2022年1月1日时的人口数量为765人。